# Sailor Moon (personaggio)
Sailor Moon (セーラームーン?, Sērā Mūn), il cui vero nome è Usagi Tsukino (月野 うさぎ?, Tsukino Usagi), è un personaggio immaginario e la protagonista della serie manga Sailor Moon e dell'omonimo anime, nonché la prima a comparire in entrambe le versioni della storia. In Italia, è conosciuta pure come Bunny. Compare anche in Il nome in codice è Sailor V, dove ha un ruolo marginale.
Sailor Moon, conosciuta in tutto il mondo, è un'icona dell'animazione e del fumetto.

## Creazione e sviluppo
L'acconciatura di Sailor Moon deriva da un'abitudine dell'autrice: quando era all'università, Naoko Takeuchi era solita acconciare i propri capelli in modo da avere odango prima di esami e lezioni difficili, per essere più fortunata. Nei primi sketch il colore dei capelli di Usagi era rosa. In seguito l'autrice decise che la protagonista doveva avere la chioma bionda, ma quando si trasformava in Sailor Moon le ciocche sarebbero diventate argentate. Il suo editore però le sconsigliò la scelta, perché l'argento era un colore troppo semplice per le copertine del manga.

Divisa di Sailor Moon a linee generali

Inizialmente ciascuna delle cinque eroine principali doveva indossare un'uniforme unica nel suo genere, con un tema ben definito. Alla fine, tutte le divise furono modellate seguendo quella della protagonista, anche se ognuna era differenziata da alcune modifiche. L'uniforme originale di Sailor Moon presentava colori differenti e dei nastrini intorno agli stivali e ai guanti. Il personaggio indossava anche una maschera (indicata nella seconda edizione italiana del manga come occhialini), che finì per apparire in alcuni capitoli iniziali del manga e costituisce parte integrante della Sailor fuku (uniforme Sailor). Queste idee iniziali per il costume della protagonista vengono mostrate nei primi lavori dell'autrice, in cui Sailor Moon porta anche una pistola e un mantello, entrambi poi scartati. In altre versioni l'eroina doveva avere un boomerang come arma, che sarebbe stato parte integrante della fuku stessa. Il vestito bianco della principessa Serenity è invece ispirato allo storico abito Palladium di Christian Dior.
La personalità di Usagi, tra quelle di tutte le Guerriere Sailor, si avvicina di più alla Naoko Takeuchi che stava ancora lavorando alla serie.
Usagi, nata il 30 giugno, è del Cancro, segno zodiacale di elemento Acqua, che secondo l'astrologia occidentale è governato dalla Luna e ha come metallo simbolico l'argento (non è un caso, dunque, che Sailor Moon sia l'unica a potere usufruire del potere del Cristallo d’Argento Illusorio; inoltre la caratterizzazione primaria del personaggio, poi scartata, prevedeva per l'appunto i capelli argentati). I nati sotto il segno del Cancro, oltre ad avere una personalità romantica, sono molto legati alla madre; entrambe queste caratteristiche ben si addicono a Sailor Moon, la quale è strettamente legata sia alla madre del presente, Ikuko Tsukino, sia a quella della sua vita precedente, Queen Serenity.

### Riferimenti culturali
Il nome Usagi, non comunemente proprio di persona in Giappone, sebbene sia scritto in caratteri hiragana (うさぎ, usagi) si pronuncia allo stesso modo della parola "coniglio" (兔, usagi). Il cognome del personaggio è composto invece dai kanji 月野, tsukino, che da soli significano rispettivamente "luna" e "campo". Infine il nome Usagi Tsukino, se letto nel comune ordine giapponese cognome-nome, e quindi Tsukino Usagi, suona allo stesso modo del termine 月の兎, tsuki no usagi, ovvero "coniglio della luna". Il coniglio lunare è un personaggio del folklore, molto popolare in Giappone e Cina, un animaletto che vive sulla luna, pestando in continuazione gli ingredienti per il mochi. Deriva da una pareidolia molto comune in Asia, per cui è possibile appunto vedere un coniglio nei segni e negli avvallamenti lunari al plenilunio. Bunny, vero nome di Sailor Moon in molti adattamenti esteri dell'anime, come quelli italiano, francese e tedesco, è la traduzione inglese di "coniglio".
Altro nome con cui Usagi è conosciuta (specialmente nei paesi anglofoni e dell'America Latina) è Serena (pronunciato Serina in lingua inglese). Da notare che, nell'adattamento americano del manga, Usagi si chiama Serena ed è soprannominata "Bunny", mentre nella versione animata il soprannome non è presente. Il personaggio è ispirato anche alla dea greca della Luna, Selene (il nome Serenity, con cui Usagi era conosciuta nella sua vita precedente, deriva da Selene), amante di Endimione (Endymion in lingua inglese), figura alla quale si ispira invece Mamoru Chiba, fidanzato di Usagi.

## Personalità
Seppure dotata di buone intenzioni, Usagi è una ragazza piagnucolona, poco attenta alle priorità, pasticciona, si distrae facilmente, e a scuola scarseggia in matematica e inglese. Agli esordi, il suo alter ego, Sailor Moon, è un'eroina riluttante e insicura, che tuttavia matura con il passare del tempo.
Usagi ama i cibi dolci, giocare ai videogiochi, mentre detesta le carote e ha paura dei dentisti, dei fantasmi e dei fulmini. Il suo sogno è quello di sposarsi, un giorno.
Le varie versioni della serie modificano la personalità di Usagi, spesso ritratta come un'adolescente pigra e demotivata, ma tanto intelligente da superare senza problemi gli esami delle scuole superiori per evitare la bocciatura e rimanere indietro rispetto ai suoi compagni, dai quali ergo si dividerebbe. Nel manga, nonostante gli inizi in lacrime, matura rapidamente e impara a prendere decisioni da sola. L'anime storico, invece, mostra un'Usagi più infantile che litiga spesso con Chibiusa, sebbene altrettanto premurosa quanto la sua controparte cartacea. Diventa più adulta nel corso della storia, ma, a parte negli ultimi episodi di ogni arco narrativo, non possiede la maturità che ha nel manga. Nella serie live-action, Usagi è più estroversa, e stringe amicizia facilmente. Ciò la colloca in una posizione di conflitto rispetto alle altre Guerriere Sailor, ognuna un po' solitaria. Raramente l'eroina usa un linguaggio formale pure con i suoi coetanei, si rivolge agli altri aggiungendo la colloquiale e vicina desinenza "-chan" al nome, e ammonisce Ami, che continua a chiamarla formalmente "Tsukino-san", come se non fossero amiche. Quando incontra una nuova Guerriera Sailor, Usagi cerca subito di fare amicizia con quella, e anche se le altre sembrano schivare i suoi tentativi di socializzazione, la protagonista fa capire loro che insieme diventano più forti. Tuttavia, Usagi è solita imporsi ai nuovi amici, infatti cerca ripetutamente di convincere Rei a cantare.

## Storia

### Dark Kingdom
Usagi riceve da Luna la spilla con cui si trasforma in Sailor Moon, per potere sconfiggere il Dark Kingdom, trovare e proteggere la principessa della Luna e il Cristallo d'Argento. Incontra Mamoru, e come nelle prime serie animate ha inizialmente un rapporto litigioso con lui, ma diversamente ci si sente nello stesso tempo legata. Presto i due si innamorano, ma dopo la trasformazione di Usagi in Princess Serenity, che rompe il sigillo che teneva nascosto nel proprio corpo il Cristallo d'Argento, Mamoru viene rapito dal Dark Kingdom perché ha assorbito la luce del cristallo, che attualmente Usagi non vede più risplendere. Ella non fa in tempo a restituire all'amato l'orologio, in cambio di cui, secondo una promessa, Mamoru le avrebbe ridato il fazzoletto. Sailor Moon comincia a ricordare la sua vita precedente.
Nel Silver Millennium pietrificato, sulla Luna, Usagi parla con lo spirito della madre originaria, Queen Serenity, la quale racconta dell'invasione, avvenuta tanto tempo fa, dei terrestri soggiogati da una malvagia entità, Queen Metaria. Endymion perì per proteggere la sua amata Princess Serenity, la quale, a sua volta, si suicidò trafiggendosi. Queen Serenity usò il Cristallo d'Argento per sigillare Queen Metaria, che tuttavia trasformò in pietra il Silver Millennium; Serenity, come Endymion e le guerriere Sailor che la proteggevano, è rinata nel XX secolo. La madre originaria la avvisa che la luce del Cristallo d'Argento dipende dal cuore della protagonista.
Tornata sulla Terra Sailor Moon incontra un ragazzo molto somigliante a Mamoru che dice di chiamarsi Endo. Sarà Queen Beryl a rivelare che il giovane e Mamoru sono la stessa persona. Dopo la sconfitta di Queen Beryl, Sailor Moon si trova sola di fronte a Mamoru, nel Dark Kingdom, e non sopportando di vedere l'amato soggiogato trafigge prima lui e poi se stessa. I due si salvano grazie a degli oggetti, Usagi per merito dell'orologio di Mamoru. Usando il potere del Cristallo d'Argento, Sailor Moon sconfigge Queen Metaria, ma la spilla si rompe. Il Silver Millennium torna al suo antico splendore. Luna identifica Usagi come la nuova regina del regno, ma la protagonista vuole rimanere sulla Terra; Queen Serenity non si oppone e augura alla figlia di essere felice. Accogliendo adesso il Cristallo d'Argento, la spilla si rigenera, e Usagi può trasformarsi di nuovo in Sailor Moon.

### Black Moon
Entra in scena la piccola Chibiusa, che cercando il Cristallo d'Argento ipnotizza la famiglia di Usagi, facendosi credere una parente per restare in casa della protagonista. Nella futura Crystal Tokyo del XXX secolo, King Endymion, il quale dice di essere il futuro Mamoru, rivela che la moglie, Neo-Queen Serenity, sovrana del Silver Millennium, è invece la futura Usagi. Divenuta regina nel XX secolo, a ventidue anni Neo-Queen Serenity ha avuto la figlia Chibiusa, e grazie ai poteri del Cristallo d'Argento Illusorio mantiene tuttora la sua giovinezza, così come il marito e la maggior parte della popolazione. Adesso, la sovrana dorme all'interno di una struttura cristallina formata dal Cristallo d'Argento durante l'attacco del principe Demand, appartenente alla Black Moon, un clan che rifiutando di vivere nella società longeva di Crystal Tokyo si è rifugiato nel proibito pianeta Nemesis. Per salvare la madre e il suo regno Chibiusa si era recata nel passato per cercare Sailor Moon, la guerriera che, secondo i racconti di King Endymion, era proprio la sua mamma. È stata la piccola a prendere il Cristallo d'Argento, con il quale Neo-Queen Serenity avrebbe potuto reagire all'attacco del principe Demand e salvarsi.
Rapita dal principe Demand, che ha rivisto in lei la donna di cui si è invaghito a prima vista, ovvero Neo-Queen Serenity, Usagi non può trasformarsi. Su Nemesis, infatti, ogni potere estraneo a quello del Malefico Cristallo Nero viene assorbito e annullato, e inoltre il Cristallo d'Argento del passato non funziona nel futuro. La protagonista riceve forza dalla dormiente regina Serenity, dando prova del grande potere del Cristallo d'Argento, che Death Phantom vuole distruggere, affinché con la forza del Malefico Cristallo Nero possa dominare incontrastato. Il Cristallo d'Argento Illusorio, però, verrà sottratto a Sailor Moon da Mamoru, sotto ipnosi. Sailor Moon riesce a riaverlo grazie a Sailor Pluto, che ferma il tempo, così l'eroina si ritrasforma in Sailor Moon. Mentre questa si accinge a combattere l'ultima battaglia contro Death Phantom, Neo-Queen Serenity si risveglia, ormai guarita grazie al potere del Cristallo d'Argento Leggendario. Con la sconfitta del nemico, la spilla e lo scettro di Sailor Moon si frantumano, ma la ragazza ne riceve di nuovi in dono dalla regina, che le conferisce il potere cosmico.

### Mugen
Usagi conduce la vita di una normale adolescente, tra l'amore di Mamoru, la piccola Chibiusa, che, mandata dalla madre nel XX secolo per imparare a essere una guerriera Sailor, vive a casa della protagonista, e le sue amiche. Conosce Haruka Ten'ou, scambiata per un ragazzo, che la prende subito in simpatia. Tuttavia, la pace non dura a lungo: infatti, presso la prestigiosa Accademia Mugen si stanno verificando fenomeni anomali, detti di regressione, visto che presumibilmente le persone che si trasformano in mostri tornano al primitivo stato animalesco; in realtà, la Death Busters, che vuole trasformare la Terra nel secondo pianeta madre di Pharaoh 90, impianta uova di Daimon, demoni, nei corpi umani, e le vittime vengono divorate dalle abominevoli creature. Le guerriere Sailor decidono di indagare sull'Accademia Mugen. Riuscita a entrarvi Sailor Moon si imbatte in Michiru Kaiou, la quale la accusa di incoscienza per essere venuta nella scuola e la avvisa che, continuando così, farà una brutta fine; nel frattempo, Haruka invita le amiche della Tsukino a non intralciarla, e le minaccia. Successivamente, Usagi trova Chibiusa in compagnia di Hotaru Tomoe, una ragazza di salute cagionevole. Sailor Moon e gli altri incontrano anche due nuove guerriere Sailor, Uranus e Neptune. La protagonista nota la somiglianza tra Haruka e la prima, e chiede alla Ten'ou se sia una guerriera Sailor, ma subito si rende conto di avere immaginato una cosa assurda, convinta che Haruka sia un ragazzo. Le sue amiche interrompono la conversazione, invitando Haruka a non avvicinarsi a Usagi. Sailor Moon si ritrova, in seguito, da sola con Sailor Uranus, la quale la avverte di non intralciarla, per poi baciarla. Pensando alla somiglianza esistente tra Haruka e Uranus, Usagi si addormenta; nel suo sogno, la guerriera Sailor la informa che bisogna radunare i tre talismani per la dea della distruzione. Usagi incontra ancora Haruka, la quale, nonostante l'avvertimento delle compagne della Tsukino, sentiva la mancanza della protagonista. Usagi, dal canto suo, vorrebbe approfondire la conoscenza.
Intanto i sogni premonitori continuano e Usagi e Mamoru vedono una figura che, secondo loro, potrebbe essere la dea della distruzione.
Incontrandola Usagi chiede ad Haruka se sia Sailor Uranus e ottiene una conferma ai suoi sospetti; le domanda anche se sia uomo o donna. Nel frattempo Mamoru vede la Ten'ou atteggiarsi in modo confidenziale con la fidanzata, e Usagi lo nota. L'ultima va a casa dell'amato, ma teme che questo sia arrabbiato con lei. Chibiusa, intenta a fare riappacificare i suoi futuri genitori, si fa aiutare da entrambi in un compito di arte, nella realizzazione, cioè, di un'imitazione del Calice Sacro, il cui potere salvava le persone; si dice appartenesse a Neo-Queen Serenity. Terminato il lavoro, Usagi e Mamoru si chiariscono, e l'ultimo rassicura la fidanzata, dicendo di fidarsi di lei. In combattimento la riproduzione si trasformerà nell'autentico Calice Sacro, per riunire successivamente i poteri delle guerriere e permettere alla protagonista di evolversi momentaneamente in Super Sailor Moon.

### Yume
Durante un'eclissi solare Usagi e Chibiusa incontrano Pegasus in una visione, come Mamoru, oltre a scorgere nel cielo la nave del Dead Moon Circus. È l'unicorno alato a trasformare i caleidoscopi che il fidanzato della protagonista ha donato a lei e alla futura figlia nelle nuove armi con cui Super Sailor Moon e Chibimoon combattono contro il misterioso circo apparso nel corso del fenomeno iniziale. Elios, apparentemente il vero aspetto di Pegasus, chiede inoltre alla principessa Serenity di usare il Cristallo d'Argento per salvare la Terra ed Elysium dalla maledizione della perfida regina Nehellenia e rompere il sigillo del Cristallo d'Oro. Intanto, standogli accanto Usagi contrae da Mamoru la letale malattia effetto della maledizione, e una rosa nera si insinua, così, nel suo corpo per invadere i polmoni. Ciò nonostante, Super Sailor Moon si impegna per neutralizzare la minaccia della regina di Dead Moon, la quale, come scopre l'eroina, le aveva lanciato una maledizione alla nascita, per vendicare il mancato invito pervenutole: la principessina sarebbe morta prima di salire al trono. Tramite il Calice Lunare, che raccoglie i poteri di Taxedo Kamen e delle Guerriere Sailor, Usagi si trasforma in Eternal Sailor Moon, colei che possiede il potere più simile a quello della regina della Luna, e sconfigge Nehellenia, riportando alla normalità la Terra ed Elysium.

### Parallel Sailor Moon
Nell'omake, ambientato in un futuro alternativo, Usagi ha una seconda figlia oltre a Chibiusa, Kousagi, uguale alla madre come carattere e appetito.

### Anime
La prima trasposizione animata differisce molto dalla versione cartacea. Lì Sailor Moon rischia la vita quando ricorre al Cristallo d'Argento, mentre nel manga usa il gioiello sempre da sola e senza pericolo di morte; con il suo potere nella storia originale l'eroina è inoltre in grado di resuscitare e guarire le persone.
Nell'adattamento anime degli anni '90 viene ricalcato il carattere goffo e piagnucolone dell'allegra e ottimista Sailor Moon, ragazza dal cuore d'oro, che crede nell'amore e nei buoni sentimenti, e la cui bontà d'animo, unita a una forza straordinaria, la aiuta a salvare il mondo. Ella non accetta da subito il suo ruolo di Guerriera Sailor; appare più coraggiosa a partire dalla seconda serie, dopo avere vissuto tante esperienze, anche dolorose. In Sailor Moon Crystal, più fedele al manga, la protagonista è meno fifona e si adatta presto all'incarico da combattente.

### Altre apparizioni
Sailor Moon è anche protagonista dei videogiochi tratti dalla serie: Sailor Moon, Sailor Moon R, Sailor Moon S: Jōgai rantō!? Shuyaku sōdatsusen, Sailor Moon Another Story, Sailor Moon SuperS: Shin shuyaku sōdatsusen e Sailor Moon: La luna splende.

## Trasformazioni e aspetti
(Definizione di Usagi nel manga)

### Sailor Moon

Usagi in uniforme scolastica (prima serie di Pretty Guardian Sailor Moon Crystal)

Sailor Moon è conosciuta come la Guerriera dell'Amore e della Giustizia (anche semplicemente Guerriera della Giustizia o Paladina della Giustizia), Guerriera del Mistero per dono di Neo-Queen Serenity, fine seconda parte del manga. Indossa un vestito alla marinara, body bianco con colletto e gonnellina blu, fiocco sul petto e sul fondoschiena rossi, colore dei particolari sui guanti e degli stivali, lunghi fin sotto il ginocchio. Gli accessori sono un paio di fermacapelli rotondi, rossi che vestono gli odango e altri bianchi a forma di petali sul capo, un diadema sulla fronte, collana girocollo rossa con la luna crescente e un ciondolo simile alla spilla, orecchini con stella e mezzaluna dorate, e, posto al centro del fiocco sul petto, prisma contenente il cristallo con cui Usagi si trasforma. Nel primo adattamento anime, la divisa di Sailor Moon presenta alcune differenze: assenza dei fermacapelli dalla forma di petalo, due perline bianche negli orecchini, al posto della stella, girocollo arricchito unicamente dalla mezzaluna.
Gli attacchi di Sailor Moon ruotano intorno al potere della luna, dell'amore, del mistero e della luce, specialmente quella lunare.

#### Super Sailor Moon
Quando Sailor Moon riceve il Calice Sacro (Coppa Lunare o Sacro Graal nel doppiaggio italiano del primo adattamento anime) trasformandosi in Super Sailor Moon, il suo potere cresce, e diversa appare l'uniforme: trasparenti maniche a tre punte, gonnellina bianca con due strisce, dorata e blu, orizzontali sul bordo, candido e lungo il fiocco posteriore; un cuore roseo spicca al centro del girocollo d'oro, stesso colore della fascia che cinge la vita dell'eroina e che presenta una spilla eguale al nuovo gioiello incastonato sul petto. All'inizio, la protagonista non riesce a trasformarsi in Super Sailor Moon senza il Calice Sacro, che, una volta distrutto, appare solo in presenza di tutte le guerriere, quindi non può essere usato se mancano le combattenti del Sistema Solare Esterno. Solamente nel trentaquattresimo atto (episodio 128 dell'anime storico), Elios dona il potere della trasformazione sia a Usagi che a Sailor Chibimoon.

#### Eternal Sailor Moon
Eternal Sailor Moon (Sailor Moon Regina dell'Eternità nel doppiaggio Mediaset) è la terza e ultima trasformazione di Usagi, quella che Diana definisce la forma più vicina a Neo-Queen Serenity. L'uniforme della protagonista è cambiata radicalmente, con l'aggiunta, sulla schiena, di due ali angeliche, aspetto assunto anche dal candido fiocco sul petto; il nastro posteriore è magenta e più sottile, una luna crescente ha sostituito il diadema sulla fronte, magenta la tinta delle trasparenti maniche e di alcuni particolari sui guanti, tra cui una mezzaluna dorata. La gonnellina è color oro, con del fucsia, del blu e due fasce intorno alla vita che si uniscono in una luna crescente. Gli stivali sono bianchi.
Con la trasformazione in Eternal Sailor Moon, Usagi ottiene il Silver Moon Crystal, una forma evoluta del Cristallo d'Argento, che utilizzerà per trasformarsi e attaccare. Tuttavia, nella quinta serie del primo adattamento animato, non è chiaro se il cristallo utilizzato dalla paladina sia il Silver Moon Crystal, in quanto solo due degli attacchi si riferiscono a esso, ma il solido in sé e per sé non viene nominato. Inoltre, mentre nella storia originale la trasformazione avviene attraverso il Calice Sacro evoluto, nell'anime storico con la spilla chiamata Eternal Moon Article. Da notare che anche nella serie cartacea Sailor Moon porta un gioiello simile, seppure senza alcun dettaglio, utile solo a contenere e proteggere il Silver Moon Crystal e il Calice Sacro evoluto.

### Princess Serenity

Simbolo del Silver Millennium

Princess Serenity è la principessa del Silver Millennium, poi rinata sulla Terra come Usagi. È figlia unigenita di Queen Serenity, la quale, come regina del regno, può avere solo un'erede di sesso femminile; non si accenna, invece, al padre della principessa. Quest'ultima si innamora del principe terrestre Endymion, che rinascerà come Mamoru Chiba, nonostante la legge preveda che fra coloro che appartengono al regno della Luna e i terrestri non debba esserci contatto; mentre nella storia originale Princess Serenity si suicida con un pugnale dopo avere visto morire Prince Endymion per mano di Queen Beryl, nel primo adattamento anime i due innamorati muoiono insieme per opera di Queen Metaria. Queen Serenity, con le ultime forze rimastele, sigillata Metaria e il suo esercito invia le anime della figlia, Endymion e di tutti gli abitanti del Silver Millennium (Guerriere Sailor comprese) sulla Terra, per dare loro modo di rinascere e vivere in un tempo pacifico. Nel live invece è la stessa Princess Serenity a distruggere il Silver Millennium e la Terra con il Cristallo d'Argento, dopo che l'amato viene ucciso davanti ai suoi occhi.
Da notare che nell'anime degli anni '90 Serenity è dipinta molto più regale di quanto sia la Sailor Moon del XX secolo, tuttavia nel manga viene mostrato che anche la principessa aveva alcuni tratti caratteristici di Usagi, come la scarsa voglia di studiare. Serenity ha una luna crescente sulla fronte e indossa un lungo abito bianco con particolari color oro, scarpe décolleté della stessa tinta del vestito, orecchini dorati, perline bianche sul capo e bracciale di egual forma e colore al polso destro.
Sebbene nell'originale lingua giapponese la fanciulla venga chiamata "Princess Serenity", il suo titolo nobiliare è stato tradotto nei vari adattamenti, come in Italia o in Germania (dove Serenity è chiamata rispettivamente "Principessa Serenity" e "Prinzessin Serenity"). Tuttavia, nell'edizione GP Publishing del manga, si è deciso di mantenere i vari anglicismi per tutti i titoli reali dei vari personaggi.

### Neo-Queen Serenity
Neo-Queen Serenity (Nuova Regina Serenity nel doppiaggio italiano di Pretty Guardian Sailor Moon Crystal) è la regina di Crystal Tokyo, capitale terrestre, XXX secolo. Nella prima trasposizione animata, è salita al trono dopo avere salvato il mondo da una glaciazione con il potere del Cristallo d'Argento Illusorio, come racconta King Endymion, il Mamoru del futuro nonché consorte della sovrana. Nonostante con la sua ascesa abbia perso, nella storia originale, i poteri di guerriera Sailor, Neo-Queen Serenity è probabilmente la forma più potente di Sailor Moon, ed è talmente forte da fare rivivere gli abitanti della città e donare alle guerriere nuovi poteri. L'incoronazione di Usagi viene vista alla fine della quarta stagione, ma è al termine della quinta che la protagonista si sposa con Mamoru, a Crystal Tokyo. Non viene specificato come e quando la capitale sia stata edificata, ma che Chibiusa, avuta da una Serenity ventiduenne, ha 900 anni al momento in cui torna indietro nel tempo; si racconta inoltre di un precedente attacco di Death Phantom. Apparsa per la prima volta nel sedicesimo atto del manga e nell'episodio 68 dell'anime storico, Neo-Queen Serenity è l'unica identità di Usagi che Chibiusa considera sua madre, mentre la Tsukino e Sailor Moon assumono un ruolo di sorella maggiore per la bambina.
La regina si dimostra ovviamente più adulta rispetto alla Sailor Moon del XX secolo, sebbene nell'anime degli anni '90 anche lei abbia i suoi momenti di infantilismo, come ricorda Diana nell'asserire che spesso i sovrani di Crystal Tokyo non partecipano alla vita mondana per malattia, quando in realtà, intuisce Luna, fingono per non svolgere i loro compiti. Pure le lettere che Neo-Queen Serenity spedisce a Chibiusa dal futuro sovente sono firmate con un disegnino di lei, o alcune volte del re, anziché con il nome, oltre a essere scritte solo in caratteri hiragana e senza kanji (in Italia adattati come errori di ortografia). Nell'episodio 103, la sovrana aggiunge addirittura un post scriptum dove raccomanda alla Usagi del XX secolo di studiare, tra lo stupore delle altre guerriere. Più matura anche nello sguardo, Neo-Queen Serenity indossa un vestito molto simile a quello da principessa; porta una tiara sulla testa, sempre visibile è il simbolo della luna crescente sulla sua fronte. Nel primo adattamento anime, l'abito presenta qualche differenza, per esempio nella tiara o nella gonna a sirena.

### Altri
Nella serie live action Bishōjo senshi Sailor Moon, Princess Sailor Moon è la potente unione di Sailor Moon con lo spirito di Princess Serenity, che si impossessa del corpo della guerriera. Appare per la prima volta quando Queen Beryl propone di scambiare Mamoru con i Quattro Generali: la protagonista, in preda al rancore, si trasforma in Princess Sailor Moon, e usa la sua spada contro la perfida regina. Non mostrando alcun riguardo per il destino dei Quattro Generali, ostaggi di Beryl, e rivolgendosi a Mamoru con il nome di Endymion, Princess Sailor Moon risulta somigliare più a Serenity che a Usagi. Ella appare costantemente furiosa, tendenzialmente spietata e mai felice (nonostante nel materiale promozionale venga spesso ritratta con il sorriso). Durante un dialogo telepatico, Princess Sailor Moon confessa a Usagi che non proverebbe alcun rimorso nel distruggere la Terra qualora Endymion fosse ucciso, e per combattere con le sue amiche richiama alcuni demoni con il simbolo della luna crescente sulla fronte. Temendo di distruggere il mondo, Usagi tenta di sopprimere il proprio potere, in un conflitto interiore durevole per l'intera serie. Ritenuto assai elaborato rispetto a quello di Sailor Moon, l'abbigliamento dell'alter ego oscuro è stato disegnato da Naoko Takeuchi in persona, come i nuovi personaggi del live. Princess Sailor Moon possiede una spada, anche arpa con stringhe invisibili che ella generalmente suona nei tristi momenti in cui pensa al suo amato principe, e che è in grado di guarire le persone. Utilizzata come arma, la spada può scagliare potenti attacchi e deviare quelli nemici. Princess Sailor Moon è pure dotata delle abilità di levitazione e teletrasporto.
In un episodio speciale della medesima opera, ambientato prima dell'incontro con Luna, Usagi, Ami, Naru e altre due compagne di classe si travestono da supereroine, desiderando imitare Sailor V; Sailor Rabbit è l'alter ego creato dalla protagonista. Nel cortometraggio, le ragazze si imbattono in una banda di criminali, ma vengono salvate dalla guerriera che le ha ispirate.

## Formule

### Trasformazioni
| Formula originale                           | Formula italiana (anime) | Formula italiana (manga) | Uso nella serie                                |
| ------------------------------------------- | --- | --- | ---------------------------------------------- |
| Moon Prism Power Make Up!                   | Potere del Cristallo di Luna, vieni a me! (Anime anni '90)/Potere del Prisma di Luna, trasformami! (Pretty Guardian Sailor Moon Crystal) | Potere del Cristallo di Luna, vieni a me! (Prima edizione, Star Comics)/Moon Prism Power Make Up! (Seconda edizione, GP Publishing)                                                         | Tutte                                          |
| Moon Power [nome della professione] change! | Penna Lunare, in una [nome della professione] mi voglio trasformare!                                                                     | Penna Lunare, in una [nome della professione] mi voglio trasformare! (Prima edizione, Star Comics)/Moon Power! Trasformazione in [nome della professione]! (Seconda edizione, GP Publshing) | Manga, anime                                   |
| Moon Crystal Power Make Up!                 | Potere del Cristallo d'Argento, vieni a me!/Potere del Cristallo di Luna, trasformami! (Pretty Guardian Sailor Moon Crystal)             | Potere del Cristallo di Luna, vieni a me! (Prima edizione, Star Comics)/Moon Crystal Power, Make Up! (Seconda edizione, GP Publshing)                                                       | Manga, anime                                   |
| Moon Cosmic Power Make Up!                  | Potere del Cristallo del Cuore, vieni a me!/Potere del Cosmo di Luna, trasformami! (Pretty Guardian Sailor Moon Crystal)                 | Moon Cosmic Power, Make Up! | Manga, anime                                   |
| Crisis Make Up!                             | Potere Supremo, vieni a me!/Calice Lunare, trasformami! (Pretty Guardian Sailor Moon Crystal)                                            | Crisis, Make Up! | Manga, anime                                   |
| Moon Crisis Make Up!                        | Super Potere Supremo, vieni a me!/Calice Lunare, trasformami! (Pretty Guardian Sailor Moon Crystal)                                      | Moon Crisis, Make Up! | Manga, anime                                   |
| Moon Eternal Make Up!                       | Potere Eterno dei Petali di Stelle, vieni a me!                                                                                          | Moon Eternal, Make Up! | Anime, manga (seconda edizione, GP Publishing) |
| Silver Moon Crystal Power Make Up!          | Potere del Cristallo della Luna d'Argento, trasformami! (Pretty Guardian Sailor Moon Cosmos - Il film)                                   | Silver Moon Crystal Power, Make Up! | Manga                                          |

### Attacchi
| Nome originale | Traduzione                                                                       | Nome italiano (anime) | Nome italiano (manga) | Uso nella serie    |
| --- | -------------------------------------------------------------------------------- | --- | --- | ------------------ |
| Sailor Moon |                                                                                  | | |                    |
| Moon Tiara Action! | Tiara Lunare, azione!                                                            | Cristallo di Luna, azione! (Anime anni '90)/Tiara di Luna, ora! (Pretty Guardian Sailor Moon Crystal)                                                                             | N/A | Anime              |
| Supersonic waves! | Onde supersoniche!                                                               | Non specificato | Non specificato | Manga, anime       |
| Moon Tiara, stardust! | Tiara Lunare, polvere di stelle!                                                 | Cristallo di Luna, polvere di stelle! | N/A | Anime              |
| Sailor Moon kick! | Calcio di Sailor Moon!                                                           | Non specificato | Calcio di Sailor Moon! (Prima edizione, Star Comics)/Sailor Moon kick! (Seconda edizione, GP Publishing)                                | Manga, anime       |
| Double Sailor Moon kick! (Episodio 107 dell'anime anni '90)                                                                 | Doppio calcio di Sailor Moon!                                                    | Doppio calcio Sailor Moon! | N/A | Anime              |
| Hissatsu double Sailor kick! (Episodio 143 dell'anime anni '90)                                                             | Doppio calcio mortale Sailor!                                                    | All'attacco! Potere del doppio calcio! | N/A | Anime              |
| Moon Healing Escalation! | Escalation della Guarigione Lunare!                                              | Cerchio dello Scettro Lunare, entra in azione! (Anime anni '90)/Turbine Curativo della Luna! (Pretty Guardian Sailor Moon Crystal)                                                | Cerchio dello Scettro Lunare, entra in azione! (Prima edizione, Star Comics)/Moon Healing Escalation! (Seconda edizione, GP Publishing) | Tutte              |
| Moon Princess Halation! | Alone della Principessa della Luna!                                              | Cerchio dello Scettro Lunare, entra in azione! (Anime anni '90)/Alone della Principessa della Luna! (Pretty Guardian Sailor Moon Crystal)                                         | Cerchio dello Scettro Lunare, entra in azione! (Prima edizione, Star Comics)/Moon Princess Halation! (Seconda edizione, GP Publishing)  | Manga, anime       |
| Sailor body attack! | Attacco Sailor body!                                                             | Non specificato | N/A | Anime              |
| Moon Spiral Heart Attack!                                                                                                   | Attacco del Vorticoso Cuore Lunare!                                              | Vortice del Cuore di Luna, azione! (Anime anni '90)/Vortice del Cuore di Luna! (Pretty Guardian Sailor Moon Crystal)                                                              | Moon Spiral Heart Attack! | Manga, anime       |
| Moon Frisbee! | Frisbee Lunare!                                                                  | N/A | Cristallo di Luna, azione! (Prima edizione, Star Comics)                                                                                | Manga              |
| Moon Twilight Flash! | Luce del Crepuscolo Lunare!                                                      | N/A | Bagliore della luce lunare, azione! (Prima edizione, Star Comics)/Moon Twilight Flash! (Seconda edizione, GP Publishing)                | Manga, live action |
| Moon Tiara, boomerang! | Tiara Lunare, boomerang!                                                         | Tiara di Luna Boomerang! (Pretty Guardian Sailor Moon Crystal) | Moon Tiara, boomerang! (Seconda edizione, GP Publishing)                                                                                | Manga, live action |
| Super Sailor Moon |                                                                                  | | |                    |
| Rainbow Moon Heart Ache! (Trentesimo atto)/Rainbow Moon Heart Quake! (Artbook Bishōjo Senshi Sailor Moon SuperS movie)      | Impeto del Cuore Lunare ad Arcobaleno!/Terremoto del Cuore Lunare ad Arcobaleno! | Grande arcobaleno lunare, azione! (Anime anni '90)/Cuori dell'arcobaleno lunare! (Pretty Guardian Sailor Moon Crystal)                                                            | Rainbow Moon Heart Ache! | Manga, anime       |
| Moon Gorgeous Meditation!                                                                                                   | Maestosa Meditazione Lunare!                                                     | Scettro di Super Sailor Moon, entra in azione! Riflessione meravigliosa della luna! (Pretty Guardian Sailor Moon Eternal)                                                         | Moon Gorgeous Meditation! | Manga, anime       |
| Eternal Sailor Moon |                                                                                  | | |                    |
| Starlight Honeymoon Therapy Kiss!                                                                                           | Bacio Terapeutico della Luna di Miele Stellata!                                  | Scettro dei Petali di Stelle: Luce dei Petali di Stelle, entra in azione!/Bacio di Luce Stellare Terapeutico della Luna di Miele (Pretty Guardian Sailor Moon Eternal - Il film ) | Starlight Honeymoon Therapy Kiss! | Manga, anime       |
| Silver Moon Crystal Power Kiss!                                                                                             | Bacio del Potere del Cristallo della Luna Argentata!                             | Scettro della Luna eterna: Luce dei Petali di Stelle, entra in azione! | N/A | Anime              |
| Silver Moon Crystal Power! (Decimo volume, quarantaduesimo atto, prima edizione del manga; episodio 199 dell'anime storico) | Potere del Cristallo della Luna Argentata!                                       | Scettro della Luna eterna: Luce dei Petali di Stelle, entra in azione! | Silver Moon Crystal Power! (Prima edizione, Star Comics)                                                                                | Manga, anime       |
| Silver Moon Crystal Power Therapy Kiss!                                                                                     | Bacio Terapeutico del Potere del Cristallo della Luna Argentata!                 | Silver Moon Crystal Power Therapy Kiss! | Silver Moon Crystal Power Therapy Kiss! (Prima edizione, Star Comics)                                                                   | Manga              |
| Silver Moon Crystal Eternal Power!                                                                                          | Potere Eterno del Cristallo d'Argento Lunare!                                    | Silver Moon Crystal Eternal Power! | Silver Moon Crystal Eternal Power! (Prima edizione, Star Comics)                                                                        | Manga              |
| Sailor Planet Attack! | Attacco Planetario Sailor!                                                       | Assalto Planetario Sailor, azione! | Sailor Planet Attack! | Tutte              |
| Sailor Planet Power! | Potere Planetario Sailor!                                                        | Assalto Planetario Sailor, azione! | Sailor Planet Power! | Manga, anime       |

## Adattamento
In Italia la prima edizione del manga, edita da Star Comics, non modifica il nome di Usagi, ma fino alla terza saga le attribuisce il soprannome "Bunny" ("usagi" significa, per l'appunto, "coniglio") a causa della pettinatura, omologandosi così a molti adattamenti europei, tra cui quello italiano della prima trasposizione animata (dove il nome della guerriera è appunto "Bunny"); pure la seconda edizione, edita da GP Publishing, ha mantenuto il nome originale della protagonista. Quest'ultima viene chiamata da Mamoru, anche da Haruka e Seiya, "odango atama" ("testa di odango", tradotto "testolina buffa" nel doppiaggio italiano dell'anime storico) nella versione cartacea, per via della sua pettinatura, i cui chignon ricordano degli odango; tuttavia la ragazzina non ama questo soprannome. Come nell'anime, Usagi viene chiamata "Usako" dal suo "Mamo-chan"; solo nel terzo arco del manga e di Pretty Guardian Sailor Moon Crystal, Mamoru la chiama pure "Usa".
Nel doppiaggio italiano, a partire dalla metà della prima serie, viene ripetutamente fatto intendere che Sailor Moon non utilizzi il Cristallo d'Argento; tuttavia, nella versione giapponese, la protagonista usa l'oggetto, il cui potere cresce insieme alla forza dei nemici e viene amplificato dai vari scettri che la guerriera ottiene tra le stagioni. Non è chiaro il motivo di tale modifica, ben visibile nel secondo lungometraggio, dove Usagi utilizza il Cristallo del Cuore (in lingua originale, il Cristallo d'Argento senza, per la prima volta, andare incontro alla morte), grazie all'unione dei poteri delle Guerriere Sailor del sistema solare e Chibiusa.

## Accoglienza e impatto culturale
Sailor Moon è uno dei personaggi più celebri provenienti dal mondo dell'animazione e il fumetto nipponici, come attesta Sheila Rose Browing, che la definisce "una dei più popolari e conosciuti personaggi dei manga in Giappone". La guerriera che veste alla marinara, spiega Marco Vignati, ha inaugurato un nuovo tipo di personaggio femminile, che fonde caratteristiche di seduzione tipicamente femminili a elementi e compiti tipici dell'eroe maschile; è il simbolo di una nuova visione della donna, che anche in Giappone, come in Occidente, è entrata nella cultura sociale. Il sito inglese IGN ha posizionato Sailor Moon al nono posto nella classifica dei personaggi anime migliori di tutti i tempi, essendo, la paladina, il personaggio femminile con il più elevato numero di voti. Da un sondaggio effettuato a marzo del 2010 dalla rivista giapponese Newtype, Usagi è risultata seconda nella lista dei personaggi femminili più rilevanti degli anni '90. Famitsū l'ha piazzata terza in qualità di eroina più famosa dei manga nel decennio. Inoltre la storia d'amore tra Usagi e Mamoru ha raggiunto la prima posizione nella classifica Top 8 Anime Love Stories.
Straordinario l'impatto che il personaggio nato dalla matita di Naoko Takeuchi ha avuto sulla cultura postuma, dal mondo del cosplay e della moda ai giocattoli, tra action figures, bambole, riproduzioni degli oggetti, delle armi e degli accessori di Sailor Moon, dall'arte allo spettacolo. La showgirl Francesca Cipriani si travestiva dalla guerriera della Luna per i suoi sketches comici nell'edizione del 2017 di Colorado. Nel 2019, l'influencer Chiara Ferragni ha pubblicato, sul suo profilo Instagram, una foto che la ritraeva nei panni di Sailor Moon, descritta come l'eroina della sua infanzia. Usagi ha ispirato molteplici personaggi anime, come, per acconciatura e personalità, Misato Katsuragi di Neon Genesis Evangelion (alla quale, tra l'altro, dà voce la stessa doppiatrice di Sailor Moon, nell'originale lingua giapponese), Aquos Elfin, Star Butterfly della serie statunitense Marco e Star contro le forze del male. È stata, inoltre, citata, insieme alle sue compagne, in diversi anime e manga, tra cui Fushigi Yugi, Shin Chan, Excel Saga, Keroro, in fumetti e cartoni animati occidentali, come I Simpson o Rat Man, in serie televisive, per esempio Sabrina, vita da strega e l'italiana Nati ieri, in pubblicità, come quella della Pompea, 2010, il cui balletto trae spunto dalla prima trasformazione di Sailor Moon. Nel 2020, l'inaugurazione di una statua di Sailor Moon al Mu.fant, in occasione della mostra che il Museo del fantastico e della fantascienza di Torino ha interamente dedicato alla celeberrima serie per il venticinquesimo anniversario della medesima.

## Doppiatrici e attrici
Nell'originale versione anime, Sailor Moon è doppiata da Kotono Mitsuishi (cantante delle image songs del personaggio), sostituita da Kae Araki negli episodi 44-50, causa un ricovero per appendicite della prima interprete.
Nel doppiaggio italiano della Mediaset, è Elisabetta Spinelli a prestare la voce al personaggio, mentre Federica De Bortoli lo doppia nell'adattamento della Shin Vision. In Sailor Moon Crystal, la voce di Usagi è quella di Lucrezia Marricchi.
Nei musicals, il personaggio di Sailor Moon è interpretato da sei attrici differenti: Anza Ōyama (1993-1998), Fumina Hara (1998-1999), Miyuki Kanbe (2000-2001), Marina Kuroki (2001-2005), Satomi Ookubo (2013-2015; 2017 come Sailor Cosmos), e Hotaru Nomoto (dal 2016). Le opere in questione sono suddivise secondo l'attrice che recita la parte della protagonista, per un totale di quattro stages.
Nel live action Pretty Guardian Sailor Moon, Usagi è interpretata da Miyū Sawai, che, nello Special Act, fa anche la parte di Queen Serenity.